# La leggenda di Robin Hood (film 1971)
La leggenda di Robin Hood (The Legend of Robin Hood) è un mediometraggio d'animazione televisivo del 1971 diretto da Zoran Janjic. Basato sulla leggenda dell'eroe Robin Hood, il film fu prodotto dallo studio d'animazione australiano Air Programs International per il ciclo Famous Classic Tales della CBS, dove fu trasmesso il 14 novembre 1971. È stato distribuito in home video col titolo Robin Hood.

## Trama
Nel 1194 la popolazione dell'Inghilterra è costretta a subire le angherie dei baroni del principe Giovanni, a cui è stato affidato il regno dal fratello Riccardo I poiché impegnato nella terza crociata. L'unico a ribellarsi è Robin di Locksley, che dopo aver combattuto insieme al re in Terra santa è stato dichiarato fuorilegge da Sir Guy di Gisbourne che ne ha anche sequestrato i possedimenti e imprigionato gli uomini. Il giovane Much, dopo che il padre è stato bruciato vivo insieme alla sua casa per ordine dello sceriffo di Nottingham per non essere riuscito a pagare le tasse, si unisce a Robin per attaccare il castello di Sir Guy e liberare gli uomini. Tutti insieme decidono di vivere nella foresta di Sherwood e di derubare i baroni di passaggio e redistribuirne le ricchezze, e Robin dichiara che ora il suo nome sarà Robin Hood. Alla compagnia si unisce anche Lady Marian, innamorata di Robin, che fugge dal matrimonio con Sir Guy.
Un giorno due compagni di Robin, Will Scarlet e Little John, vengono catturati in una taverna dallo sceriffo, che intende usarli come esca per catturare Robin. Nel frattempo quest'ultimo fa amicizia con Fra Tuck. Una volta saputo l'accaduto Robin si traveste da frate e si reca nella taverna con Fra Tuck, e i due mettono fuori gioco le guardie e liberano Will e John. Lo sceriffo e Sir Guy vengono portati nella foresta e liberati solo dopo essere stati derubati del denaro che avevano con sé. Giovanni, stanco dei tentativi a vuoto dello sceriffo, gli offre le sue migliori pattuglie per attaccare la foresta. I soldati però vengono spaventati da Robin e i suoi uomini, che conoscono bene la foresta e sono abili arcieri, e fuggono.
Robin e i suoi compagni decidono di travestirsi e partecipare alla Freccia d'Argento, una gara di tiro con l'arco a cui assistono anche lo sceriffo e Sir Guy. Quando Robin vince la gara, viene smascherato e arrestato. A quel punto, però, un abate incappucciato che siede insieme allo sceriffo rivela di essere il realtà re Riccardo, appena tornato e travestitosi per ottenere informazioni sulla gestione del regno. Il re destituisce lo sceriffo e ordina la liberazione di Robin e la restituzione di tutte le sue terre. Dopo aver sconfitto Sir Guy in duello, Robin invita Riccardo a cena nella foresta, e il re accetta avvisandolo però che non si porterà dietro il denaro.

## Cast vocale
Il cast vocale originale è composto da:
- Ron Haddrick
- Peter Guest
- Tim Eliott
- John Kingley
- Brenda Senders
- John Llewellyn
- Helen Morse[1]

## Distribuzione

### Edizione italiana
La prima edizione italiana del film fu trasmessa sul Programma Nazionale il 26 giugno 1976 all'interno della TV dei ragazzi. Nel 1980, in occasione delle repliche su alcune televisioni locali, il film fu ridoppiato presso la SEDIF con la collaborazione dei doppiatori della CVD. In tale edizione i dialoghi presentano degli errori nei nomi utilizzati per alcuni personaggi: Little John viene chiamato Piccolo John, Giovanni viene chiamato col suo nome in inglese John, mentre Riccardo viene chiamato sia col suo nome in italiano sia con quello in inglese Richard.

### Edizioni home video
Il film fu pubblicato in VHS in America del Nord nel 1986 dalla MGM/UA Home Video e in Italia nel 1989 dalla DB Media. Successivamente è stato pubblicato in DVD-Video in America del Nord nel 2003 dalla Delta Entertainment e in Italia l'anno successivo dalla Finson (con la sola traccia audio in italiano).